# Стримбу
Стримбу (рум. Strâmbu) — село у повіті Клуж в Румунії. Входить до складу комуни Кіуєшть.
Село розташоване на відстані 362 км на північний захід від Бухареста, 67 км на північний схід від Клуж-Напоки.

## Населення
За даними перепису населення 2002 року у селі проживали 393 особи, усі — румуни. Усі жителі села рідною мовою назвали румунську.